# Doktorowo
Doktorowo – dawna wieś w Wielkopolsce, położona na zachód od Grodziska Wielkopolskiego.

## Historia
Miejscowość pierwotnie była wsią związaną z Wielkopolską. Istnieje co najmniej od połowy XVI wieku. Po raz pierwszy miejscowość odnotowana została w łacińskim dokumencie z 1563 pod nazwą "Doctorovo" jednak historycy uważają, że Doktorowo może mieć starszą średniowieczną metrykę i prawdopodobnie lokowana była w XIV wieku przez wojewodę poznańskiego, doktora obojga praw Uniwersytetu Bolońskiego Jana Ostroroga, który zmarł w 1501 roku i od którego miała wziąć nazwę miejscowość.
Obecne przedmieście Grodziska Wielkopolskiego było dawniej osobną wsią szlachecką należącą do wielkopolskiej szlachty z rodu Ostrorogów herbu Nałęcz. W 1563 leżała w powiecie kościańskim województwa poznańskiego w Koronie Królestwa Polskiego. W 1581 odnotowana została w parafii Grodzisk.
Miejscowość odnotowały także historyczne rejestry podatkowe dzięki, którym znamy stosunki własnościowe we wsi. W 1563 miał miejsce pobór z 13,5 łana oraz z trzech wiatraków. W 1581 pobrano podatki z 11,5 łana oraz od 7 zagrodników, 6 komorników, wiatraka dziedzicznego, młyna korzecznego o jednym kole wodnym. Zachowany dokument z 1591 mówi o tym, że wojewoda poznański Jan Ostroróg, dziedzic w swej wsi Doktorowo, przynależnej do Grodziska, dał dziekanowi oraz plebanowi w Grodzisku oraz ich następcom, czterech najemnych robotników zwanych ratajami o nazwiskach: Paczesny, Urban, Jakub Kurasek i Mikołaj Gwiczka, a także siedlisko opustoszałe pomiędzy tymi ratajami. W 1591 Jan Ostroróg dziedzic w Grodzisku uposażył ponownie kościół parafialny w Grodzisku przywracając mu dawne uposażenie, a w 1594 biskup poznański potwierdził redotację przywracając m.in. plebanowi siedlisko opustoszałe w Doktorowie, a także do dawnego uposażenia dodał do niego 4 ratajów.
Od 1563 roku kościół parafialny w Grodzisku znalazł się w rękach innowierców. Natomiast jego posażenie pochodziło sprzed tej daty, a więc historycy zakładają na dawniejszą metrykę istnienia osady Doktorowa lokowanego prawdopodobnie przez doktora Jana Ostroroga żyjącego w latach 1436–1501.
Osada Doktorowo występuje na mapach Karola Perthéesa nadwornego kartografa króla polskiego Stanisława Augusta Poniatowskiego oraz na mapie Gaula. Nie ma jednak Doktorowa na mapie Gilly’ego oraz mapie z 1950 oraz w Spisie miejscowości PRL. Natomiast na polskiej mapie administracyjnej z 1962 oznaczono Doktorowo jako zachodnie przedmieście Grodziska Wielkopolskiego.
Wieś Doctorowo położona była w 1581 roku w powiecie kościańskim województwa poznańskiego w Rzeczypospolitej Obojga Narodów. Wskutek II rozbioru Polski w 1793, miejscowość przeszła pod władanie Prus i jak cała Wielkopolska znalazła się w zaborze pruskim. Pod koniec XIX wieku wieś miała 905 mieszkańców.
W okresie Wielkiego Księstwa Poznańskiego (1815-1848) Doktorowo należało do wsi większych w ówczesnym powiecie bukowskim, który dzielił się na cztery okręgi (bukowski, grodziski, lutomyślski oraz lwowkowski). Doktorowo należało do okręgu grodziskiego i stanowiło część majątku Grodzisk (Grätz), którego właścicielami byli wówczas Szolc i Łubieński. Według spisu urzędowego z 1837 roku wieś liczyła 739 mieszkańców i 100 dymów (domostw).
W czasie Wiosny Ludów, w 1848 roku, Doktorowo było jednym z miejsc w Grodzisku Wlkp., gdzie doszło do walki kosynierów grodziskich z wojskiem pruskim. Powstańcy uzbrojeni przeważnie w kosy, siekiery i broń myśliwską oraz dowodzeni przez miejscowego lekarza Marcusa Mosse próbowali bezskutecznie zatrzymać atak niemieckiej kawalerii od tej strony na miasto. Po rozbiciu barykady byli spychani do centrum Grodziska. O wydarzeniu tym przypomina głaz z  tablicą pamiątkową przy ulicy Zbąszyńskiej.
Piotr Berger pisał, że przedmieście Doktorowo zaczynało się na rozstaju dróg do  Nowego Tomyśla i Buku, o czym świadczy stojąca tam do dziś figura Chrystusa Króla. Działało tutaj wielu rzemieślników m.in. kowali, kołodziei, ślusarzy i młynarzy. Jeszcze przed II Wojną Światową stały tutaj liczne wiatraki m.in. przy ulicach Młyńskiej, Winnej, Nowotomyskiej i Zbąszyńskiej.
W 1896 wieś włączono w granice miasta Grodziska.